# Communauté de communes Marne et Orconte
La Communauté de communes Marne et Orconte est une ancienne communauté de communes française, située dans le département de la Marne et la région Champagne-Ardenne.
Elle a été supprimée le 1er janvier 2014, et intégrée dans  la nouvelle Communauté de communes Perthois-Bocage et Der.

## Historique
La communauté de communes Marne et Orconte a été créée par arrêté préfectoral du 19 décembre 1997.
Conformément aux prévisions du schéma départemental de coopération intercommunale (SDCI) de la Marne du 15 décembre 2011, trois petites communautés de communes préexistantes :  
- la  communauté de communes du Bocage Champenois ;
- la communauté de communes Marne et Orconte ;
- la communauté de communes du Perthois  ;

ont fusionné pour créer la nouvelle Communauté de communes Perthois-Bocage et Der, à laquelle se sont également jointes une commune détachée de la  communauté de communes de Val de Bruxenelle (Favresse) et la commune isolée de Gigny-Bussy.

## Territoire communautaire

### Composition
L'intercommunalité était  composée de 6 communes regroupant moins de 1500 habitants, et dont la principale est Luxémont-et-Villotte :
- Cloyes-sur-Marne
- Écriennes
- Larzicourt
- Luxémont-et-Villotte
- Matignicourt-Goncourt
- Norrois (Marne)

### Situation
Voir la limite de la Communauté sur Openstreetmap

## Administration

### Siège
La communauté de communes avait son siège en mairie de Noirrois.

### Élus
La communauté de communes était administrée par un conseil communautaire constitué de représentants de chaque commune, élus en leur sein par les conseils municipaux.

### Liste des présidents
| Période                                  | Période       | Identité           | Étiquette | Qualité                             |
| ---------------------------------------- | ------------- | ------------------ | --------- | ----------------------------------- |
| Les données manquantes sont à compléter. |               |                    |           |                                     |
| ?                                        | ?             | Jean-Pierre Adrien |           |                                     |
| ?                                        | décembre 2013 | Jean-Louis Royer   |           | Maire de Cloyes-sur-Marne (2001 → ) |

### Compétences
L'intercommunalité exerçait les compétences qui lui avaient été transférées par les communes membres, conformément aux dispositions légales.

### Régime fiscal et budget
La communauté de communes percevait une fiscalité additionnelle aux impôts locaux des communes, sans FPZ (fiscalité professionnelle de zone) et sans FPE (fiscalité professionnelle sur les éoliennes).